# Draft 1996 de la NBA
1995 1997
La draft 1996 de la NBA est la 50e draft annuelle de la National Basketball Association (NBA), se déroulant en amont de la saison 1996-1997. Elle s'est tenue le 26 juin 1996 à East Rutherford dans le New Jersey. Un total de 58 joueurs ont été sélectionnés en 2 tours.
Lors de cette draft, 29 équipes de la NBA choisissent à tour de rôle des joueurs évoluant au basket-ball universitaire américain, ainsi que des joueurs internationaux. Si un joueur quittait l’université plus tôt, il devenait éligible à la sélection.
La loterie pour désigner la franchise qui choisit en première un joueur, consiste en une loterie pondérée : parmi les équipes non qualifiées en playoffs, les chances de remporter le premier choix sont de 25% pour la plus mauvaise équipe, et de 0,5% pour la « moins mauvaise », où chaque équipe se voit confier aléatoirement 250 à 5 combinaisons différentes. Les Grizzlies de Vancouver avaient le plus de chance de remporter le premier choix de la draft mais ce sont les 76ers de Philadelphie qui ont hérité de ce choix. Les Raptors de Toronto et les Grizzlies obtiendront finalement le second et le troisième.
Allen Iverson, en provenance de l'université de Georgetown, est sélectionné en première position par les 76ers de Philadelphie et remporte le titre de NBA Rookie of the Year à l'issue de sa première saison.
Cette draft est connue pour être une des plus talentueuses dans l'histoire de la NBA. En effet, plus d'un tiers des choix du premier tour sont devenus All-Stars par la suite. Trois joueurs ont obtenu le titre de NBA Most Valuable Player, meilleur joueur de la saison régulière (Kobe Bryant, Allen Iverson et Steve Nash) et quatre sont devenus membres du Basketball Hall of Fame (Iverson en 2016, Nash et Ray Allen en 2018, Bryant en 2021 à titre posthume). Six autres joueurs draftés en 1996 ont été nommés All-Stars (Shareef Abdur-Rahim, Žydrūnas Ilgauskas, Stephon Marbury, Jermaine O'Neal, Peja Stojakovic, Antoine Walker). Huit joueurs de cette classe de draft ont été nommés au moins une fois dans une All-NBA Team, la meilleure équipe de la saison, c'est plus que n'importe quelle autre draft.
Cependant, la plupart des équipes furent, par la suite, critiquées de ne pas avoir choisi Ben Wallace, quadruple meilleur défenseur de la ligue (2002, 2003, 2005 et 2006) et également intronisé au Basketball Hall of Fame en 2021.

## Draft
| ^ | Signale un joueur qui a été intronisé au Basketball Hall of Fame                                                                |
| * | Signale un joueur qui a été sélectionné pour au moins un match annuel NBA All-Star Game et une récompense annuelle All-NBA Team |
| + | Signale un joueur qui a été sélectionné pour au moins un match annuel NBA All-Star Game                                         |
| R | Signale le joueur qui a remporté le titre de NBA Rookie of the Year                                                             |
| m | Signale un joueur qui a remporté le titre de MVP au cours de sa carrière                                                        |

### Premier tour
| Choix | Nom                  | Position          | Nationalité | Équipe                                                       | Provenance                      |
| ----- | -------------------- | ----------------- | ----------- | ------------------------------------------------------------ | ------------------------------- |
| 1     | Allen Iverson ^ R m  | Meneur            | États-Unis  | 76ers de Philadelphie                                        | Georgetown                      |
| 2     | Marcus Camby         | Pivot             | États-Unis  | Raptors de Toronto                                           | Massachusetts                   |
| 3     | Shareef Abdur-Rahim+ | Ailier fort       | États-Unis  | Grizzlies de Vancouver                                       | California                      |
| 4     | Stephon Marbury*     | Meneur            | États-Unis  | Bucks de Milwaukee (transféré aux Timberwolves du Minnesota) | Georgia Tech                    |
| 5     | Ray Allen^           | Arrière           | États-Unis  | Timberwolves du Minnesota (transféré aux Bucks de Milwaukee) | Connecticut                     |
| 6     | Antoine Walker+      | Ailier fort       | États-Unis  | Celtics de Boston (des Mavericks de Dallas)                  | Kentucky                        |
| 7     | Lorenzen Wright      | Pivot             | États-Unis  | Clippers de Los Angeles                                      | Memphis                         |
| 8     | Kerry Kittles        | Arrière           | États-Unis  | Nets du New Jersey                                           | Villanova                       |
| 9     | Samaki Walker        | Ailier fort       | États-Unis  | Mavericks de Dallas (des Celtics de Boston)                  | Louisville                      |
| 10    | Erick Dampier        | Pivot             | États-Unis  | Pacers de l'Indiana (des Nuggets de Denver)                  | Mississippi State               |
| 11    | Todd Fuller          | Pivot             | États-Unis  | Warriors de Golden State                                     | NC State                        |
| 12    | Vitaly Potapenko     | Pivot             | Ukraine     | Cavaliers de Cleveland (des Wizards de Washington)           | Wright State                    |
| 13    | Kobe Bryant^ m       | Arrière           | États-Unis  | Hornets de Charlotte (transféré aux Lakers de Los Angeles)   | Lower Merion High School (en)   |
| 14    | Predrag Stojaković*  | Ailier            | Yougoslavie | Kings de Sacramento                                          | PAOK Salonique                  |
| 15    | Steve Nash^ m        | Meneur            | Canada      | Suns de Phoenix                                              | Santa Clara                     |
| 16    | Tony Delk            | Arrière           | États-Unis  | Hornets de Charlotte (du Heat de Miami)                      | Kentucky                        |
| 17    | Jermaine O'Neal*     | Ailier fort Pivot | États-Unis  | Trail Blazers de Portland                                    | Lycée Eau Claire (Columbia, SC) |
| 18    | John Wallace         | Ailier fort       | États-Unis  | Knicks de New York (des Pistons de Détroit)                  | Syracuse                        |
| 19    | Walter McCarty       | Ailier fort       | États-Unis  | Knicks de New York (des Hawks d'Atlanta)                     | Kentucky                        |
| 20    | Žydrūnas Ilgauskas+  | Pivot             | Lituanie    | Cavaliers de Cleveland                                       | Kauno Atletas                   |
| 21    | Dontae' Jones        | Ailier fort       | États-Unis  | Knicks de New York                                           | Mississippi State               |
| 22    | Roy Rogers           | Ailier fort       | États-Unis  | Grizzlies de Vancouver (des Rockets de Houston)              | Alabama                         |
| 23    | Efthýmios Rentziás   | Pivot             | Grèce       | Nuggets de Denver (des Pacers de l'Indiana)                  | PAOK Salonique                  |
| 24    | Derek Fisher         | Meneur            | États-Unis  | Lakers de Los Angeles                                        | Arkansas-Little Rock            |
| 25    | Martin Müürsepp      | Ailier fort       | Estonie     | Jazz de l'Utah (transféré au Heat de Miami)                  | BC Kalev                        |
| 26    | Jerome Williams      | Ailier fort       | États-Unis  | Pistons de Détroit (des Spurs de San Antonio)                | Georgetown                      |
| 27    | Brian Evans          | Ailier fort       | États-Unis  | Magic d'Orlando                                              | Indiana                         |
| 28    | Priest Lauderdale    | Pivot             | États-Unis  | Hawks d'Atlanta (des SuperSonics de Seattle)                 | Peristéri BC                    |
| 29    | Travis Knight        | Pivot             | États-Unis  | Bulls de Chicago                                             | UConn                           |

### Deuxième tour
| Choix | Nom                | Position          | Nationalité | Équipe                    | Provenance               |
| ----- | ------------------ | ----------------- | ----------- | ------------------------- | ------------------------ |
| 30    | Othella Harrington | Ailier fort Pivot | États-Unis  | Rockets de Houston        | Georgetown               |
| 31    | Mark Hendrickson   | Ailier fort       | États-Unis  | 76ers de Philadelphie     | Washington State         |
| 32    | Ryan Minor         | Arrière           | États-Unis  | 76ers de Philadelphie     | Oklahoma                 |
| 33    | Moochie Norris     | Meneur            | États-Unis  | Bucks de Milwaukee        | West Florida             |
| 34    | Shawn Harvey       | Meneur            | États-Unis  | Mavericks de Dallas       | West Virginia State      |
| 35    | Joseph Blair       | Pivot             | États-Unis  | SuperSonics de Seattle    | Arizona                  |
| 36    | Doron Sheffer      | Arrière           | Israël      | Clippers de Los Angeles   | UConn                    |
| 37    | Jeff McInnis       | Meneur            | États-Unis  | Nuggets de Denver         | North Carolina           |
| 38    | Steve Hamer        | Pivot             | États-Unis  | Celtics de Boston         | Tennessee                |
| 39    | Russ Millard       | Ailier fort       | États-Unis  | Suns de Phoenix           | Iowa                     |
| 40    | Marcus Mann        | Ailier fort       | États-Unis  | Warriors de Golden State  | Mississippi Valley State |
| 41    | Jason Sasser       | Arrière           | États-Unis  | Kings de Sacramento       | Texas Tech               |
| 42    | Randy Livingston   | Arrière           | États-Unis  | Rockets de Houston        | LSU                      |
| 43    | Ben Davis          | Ailier fort       | États-Unis  | Suns de Phoenix           | Arizona                  |
| 44    | Malik Rose         | Ailier fort       | États-Unis  | Hornets de Charlotte      | Drexel                   |
| 45    | Joe Vogel          | Pivot             | États-Unis  | SuperSonics de Seattle    | Colorado State           |
| 46    | Marcus Brown       | Arrière Meneur    | États-Unis  | Trail Blazers de Portland | Murray State             |
| 47    | Ron Riley          | Arrière Ailier    | États-Unis  | SuperSonics de Seattle    | Arizona State            |
| 48    | Jamie Feick        | Ailier fort       | États-Unis  | 76ers de Philadelphie     | Michigan State           |
| 49    | Amal McCaskill     | Pivot             | États-Unis  | Magic d'Orlando           | Marquette                |
| 50    | Terrell Bell       | Pivot             | États-Unis  | Rockets de Houston        | Georgia                  |
| 51    | Chris Robinson     | Arrière           | États-Unis  | Grizzlies de Vancouver    | Western Kentucky         |
| 52    | Mark Pope          | Ailier fort       | États-Unis  | Pacers de l'Indiana       | Kentucky                 |
| 53    | Jeff Nordgaard     | Ailier            | États-Unis  | Bucks de Milwaukee        | Wisconsin-Green Bay      |
| 54    | Shandon Anderson   | Ailier            | États-Unis  | Jazz de l'Utah            | Georgia                  |
| 55    | Ronnie Henderson   | Arrière           | États-Unis  | Bullets de Washington     | LSU                      |
| 56    | Reggie Geary       | Arrière           | États-Unis  | Cavaliers de Cleveland    | Arizona                  |
| 57    | Drew Barry         | Meneur            | États-Unis  | SuperSonics de Seattle    | Georgia Tech             |
| 58    | Darnell Robinson   | Pivot             | États-Unis  | Mavericks de Dallas       | Arkansas                 |

## Joueurs notables non draftés
Les joueurs suivants n'ont pas été draftés, mais ils ont commencé leur carrière NBA en même temps que les joueurs draftés en 1996.
| Nom              | Position       | Nationalité | Provenance     |
| ---------------- | -------------- | ----------- | -------------- |
| Chucky Atkins    | Meneur         | États-Unis  | South Florida  |
| Adrian Griffin   | Arrière Ailier | États-Unis  | Seton Hall     |
| Erick Strickland | Arrière        | États-Unis  | Nebraska       |
| Ben Wallace^     | Pivot          | États-Unis  | Virginia Union |